# روتن دوت كوم

صورة لصفحة الموقع بتاريخ 18 مارس 2010.

روتن دوت كوم (بالإنجليزية: Rotten.com)‏ هو موقع مخصص لعرض مواد لحالات مرضية لافتة، وبالدرجة الأولى صور لأعمال عنف، تشوهات، تشريح وصور طب شرعي وتصوير لأفعال جنسية منحرفة، وأفعال غير اعتيادية تعتبر مزعجة ومبغوضة من قبل البشر. تم تأسيس الموقع في عام 1997، وتغيرَ شكله منذ ذلك الوقت قليلاً. واعتباراً من 2009 كان هناك بعض التحديثات على الموقع لكنها كانت متفرقة وصغيرة جداً. ولم يظهر في الصفحة الرئيسية للموقع أي تحديث منذ فبراير 2012.

## مسائل قانونية
واجه الموقع العديد من التهديدات برفع دعاوى قضائية على مر السنين، وكان ذلك لأسباب عديدة مثل المطالبات لإزالة صور لأقارب موتى من الموقع، في 24 يونيو 2005، أمرت الحكومة الفيدرالية الأمريكية بإزالة قسم لعنة الشهر من الموقع (بالإضافة للمحتوى نفسه من عدة مواقع فرعية). في نشر إشعار إزالة الصفحة الذي تم نشره، انتقد مشرف الموقع مؤيدي كل من ألبرتو غونزاليس وإدارة بوش لتمكين الرقابة.